# Andrzej Buzek

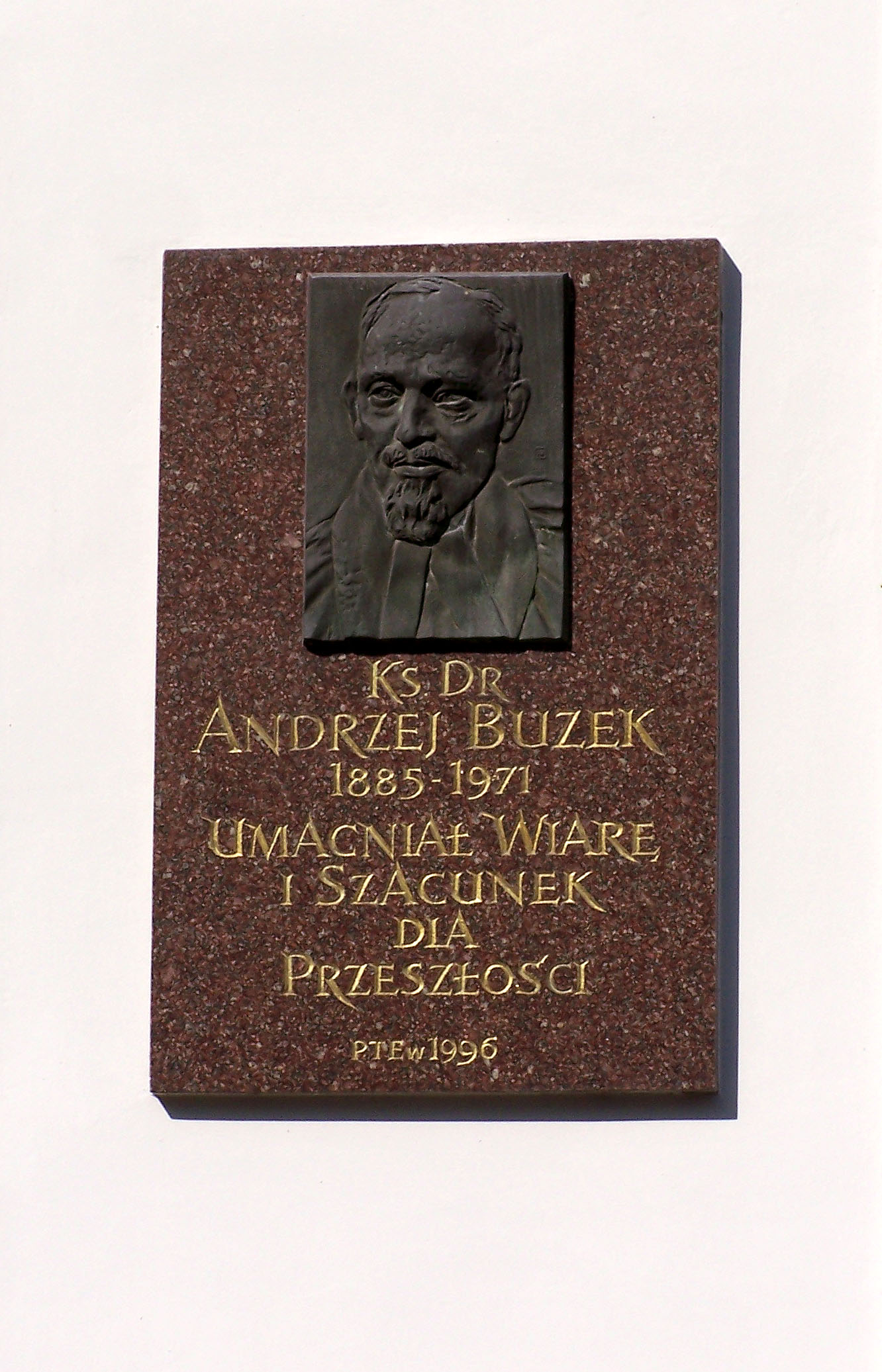
Tablica upamiętniająca A. Buzka w Cieszynie

Andrzej Buzek (ur. 3 listopada 1885 w Końskiej, zm. 8 listopada 1971 w Cieszynie) – polski duchowny luterański, historyk, publicysta.

## Życiorys
Urodził się 3 listopada 1885 roku w Końskiej na Śląsku Cieszyńskim, w rodzinie Jerzego, działacza społecznego, i Zuzanny z domu Delong. Był młodszym bratem Józefa, posła na Sejm Ustawodawczy.
W 1904 ukończył gimnazjum w Cieszynie, następnie studiował prawo na Uniwersytecie Lwowskim, jednak przerwał studia prawnicze i w latach 1905–1908 studiował teologię ewangelicką w Wiedniu i Halle. W 1909 został ordynowany i rozpoczął posługę w parafii we Frydku, gdzie pełnił urząd proboszcza do 1918 roku. Po wojnie przeniósł się do polskiego Cieszyna, gdzie od 1919 roku pełnił funkcję prefekta szkół średnich.
W latach 1928–1939 był pomocniczym kapelanem wyznania ewangelicko-augsburskiego Okręgu Korpusu Nr V. Zweryfikowany w stopniu kapelana ze starszeństwem z 1 czerwca 1919 roku w duchowieństwie rezerwy wyznania ewangelicko-augsburskiego.
W 1940 roku aresztowany przez gestapo i zesłany do obozu koncentracyjnego w Dachau, a następnie Mauthausen-Gusen. W 1952 roku przeszedł w stan spoczynku. W 1969 Chrześcijańska Akademia Teologiczna przyznała mu tytuł doktora honoris causa.
Był autorem publikacji poświęconych historii Kościoła, artykułów w czasopismach ewangelickich, kazań i pieśni religijnych.
Zmarł 8 listopada 1971 roku w Cieszynie. Został pochowany na tamtejszym cmentarzu ewangelickim.

## Ordery i odznaczenia
- Złoty Krzyż Zasługi (9 listopada 1932)[4]

## Publikacje
- Historia Kościoła, Warszawa: Strażnica Ewangeliczna, 1957.